# Religere
Religere est un recueil de nouvelles fantastiques pour adultes, du français Sire Cédric, publié en 1998.